# Burnet Reading
Burnet Reading (1749-1838) est un graveur et dessinateur britannique.

## Biographie
Burnet Reading est né à Colchester et travaille à Londres.
Il travaille exclusivement pour les éditeurs de livre, faisant des gravures généralement d'après des portraits de contemporains célèbres dont beaucoup sont publiés dans le British Theatre de John Bell (en) de 1776 à 1786 et l'European Magazine (en) de 1783 à 1793. Reading réalise une série de six portraits de membres de la Royal Academy à partir de dessins de Pierre-Étienne Falconet et une autre de membres du Congrès des États-Unis en 1783. Il fournit certaines des 96 planches du Shakespeare de Boydell mais aussi des sujets fantaisistes comme Lavinia and her Mother d'après William Redmore Bigg (en) et Charlotte at the Tomb of Werther d'après sa propre inspiration.
En 1820, un ensemble de 12 eaux-fortes de Reading d'après des dessins de Mortimer, les Characters to illustrate Shakespeare, est publié par T. et H. Rodd. Il grave plusieurs planches de la Collection of Portraits to illustrate Granger's (en) “History of England”, publiée en 1820 et 1822.
Il est engagé comme dessinateur officiel du Comte de Pomfret (en) à Windsor. Un portrait en eau-forte de Reading est réalisé par Samuel De Wilde en 1798.

## Galerie

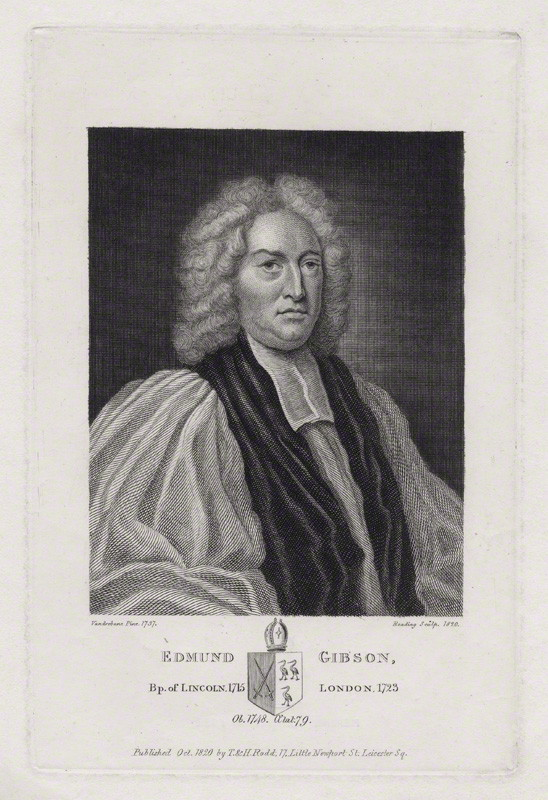
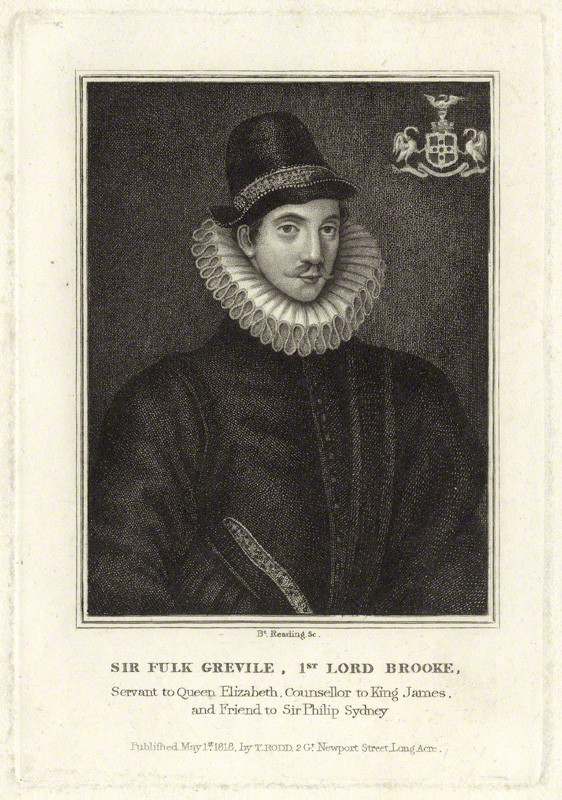
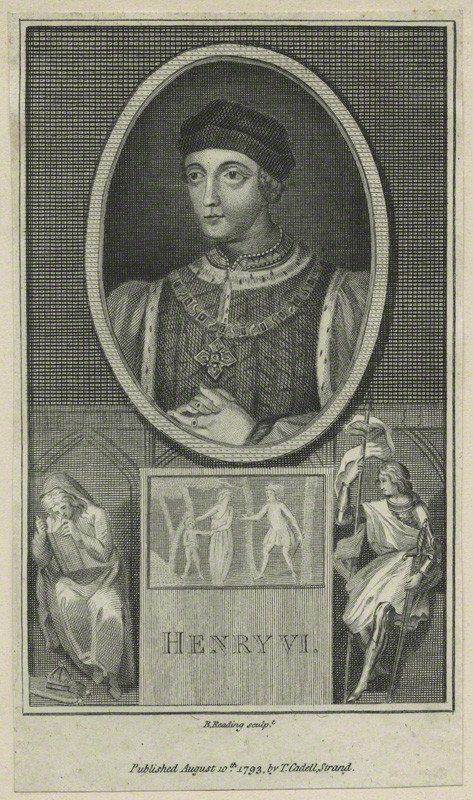
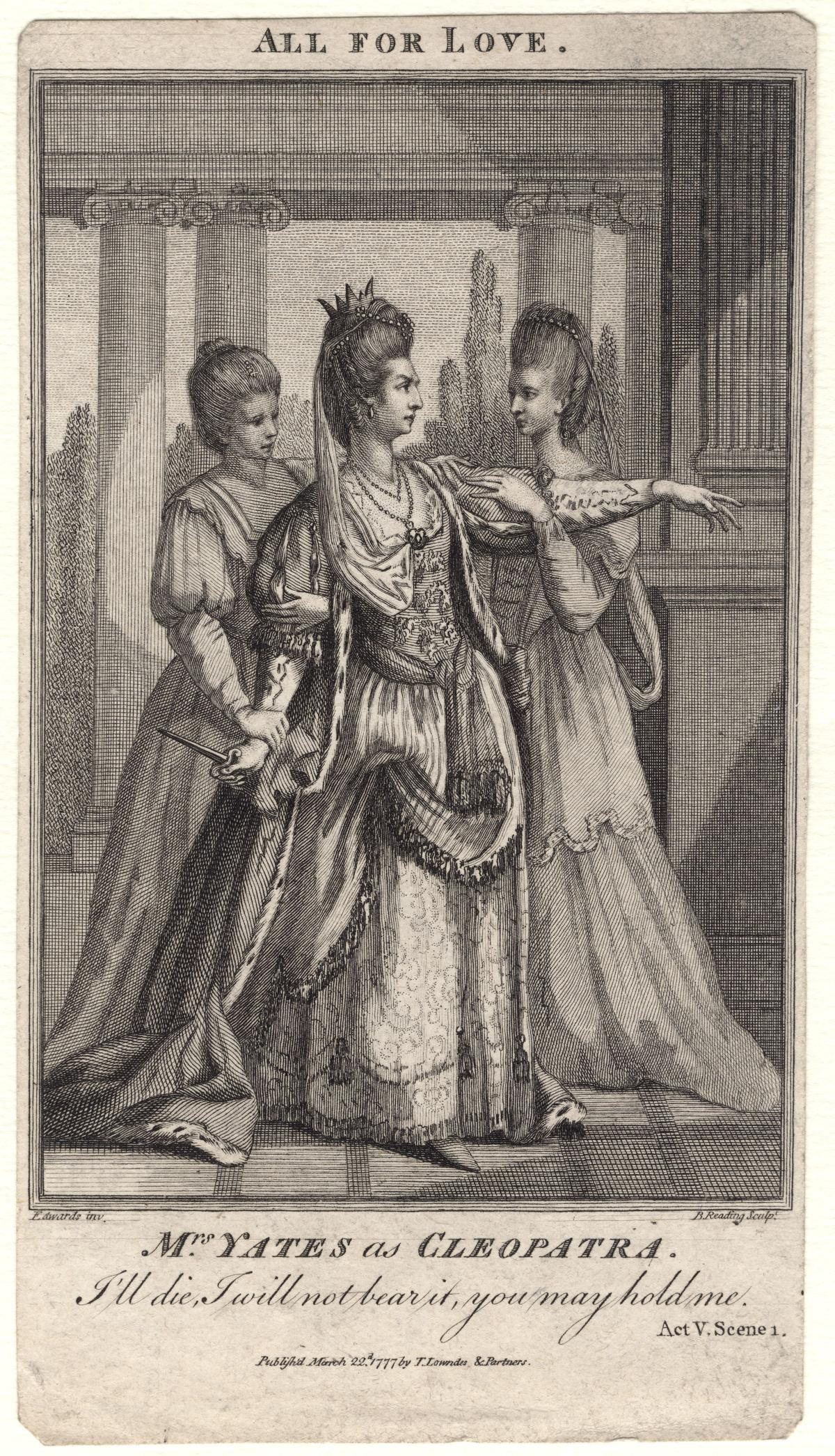
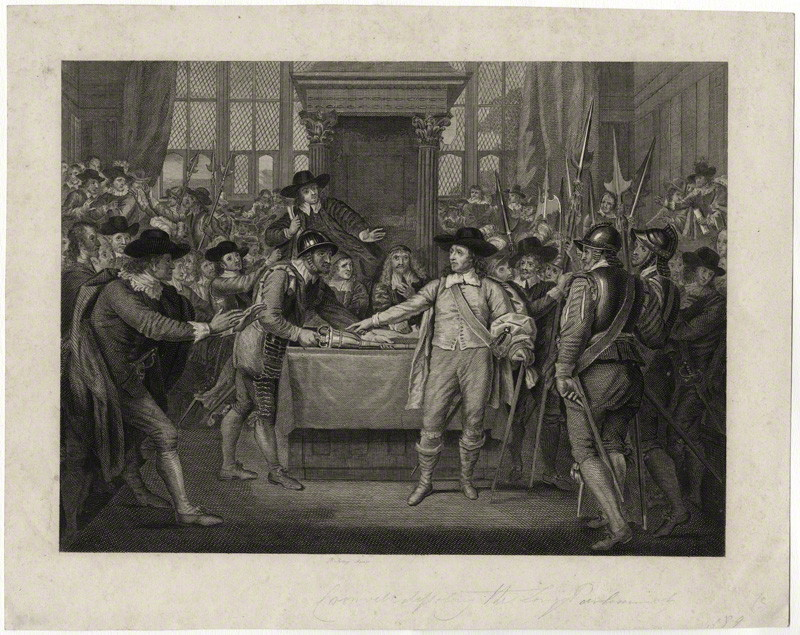